# Județul Tecuci (interbelic)
Județul Tecuci a fost o unitate administrativă de ordinul întâi din Regatul României, aflată în regiunea istorică Moldova. Reședința județului era orașul Tecuci.

## Întindere

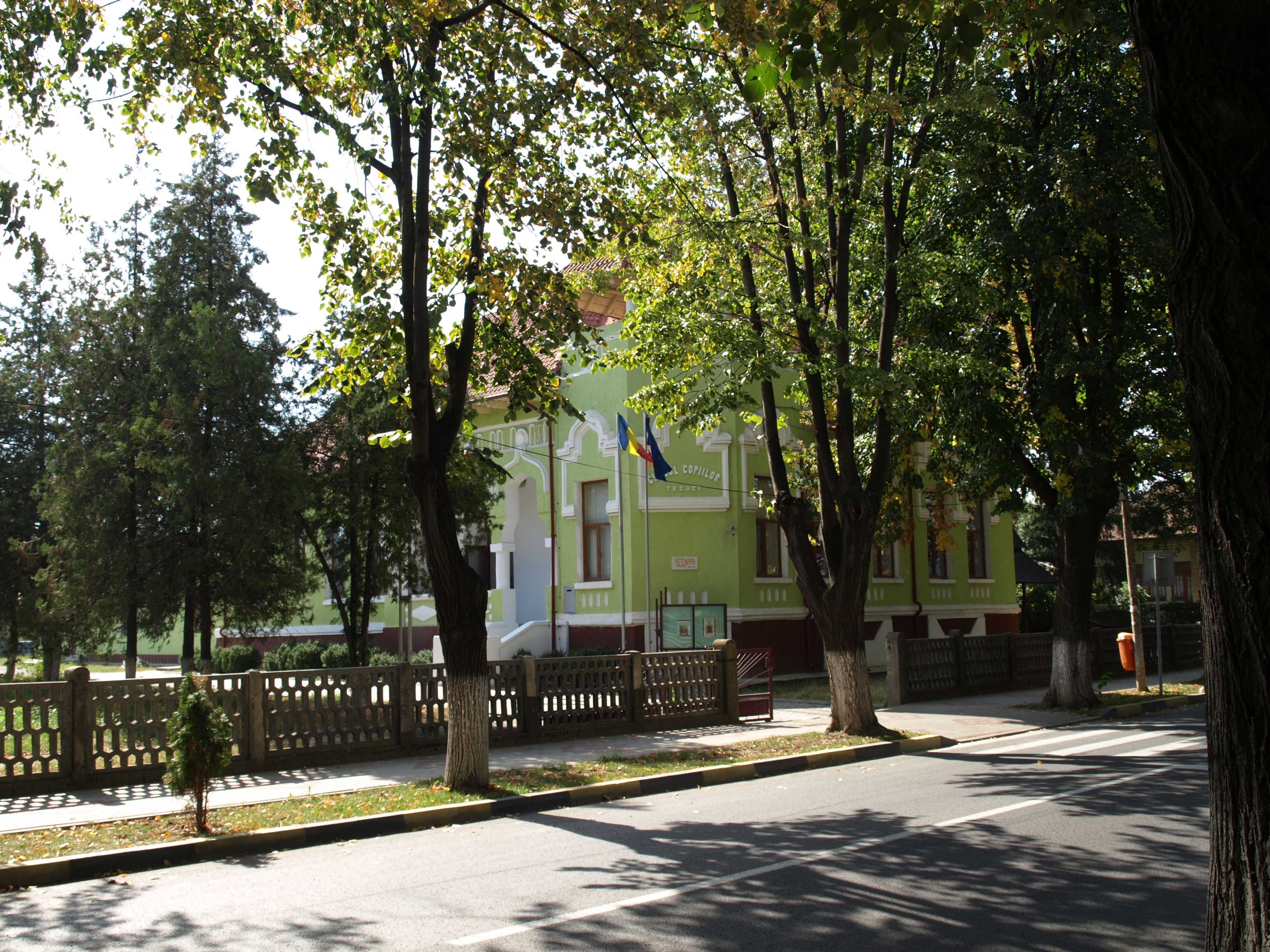
Clădirea Prefecturii județului Tecuci din perioada interbelică. Clădirea-monument istoric, construită în anul 1900 și situată pe Str. Galați nr. 15, găzduiește în prezent Clubul Copiilor din Tecuci.

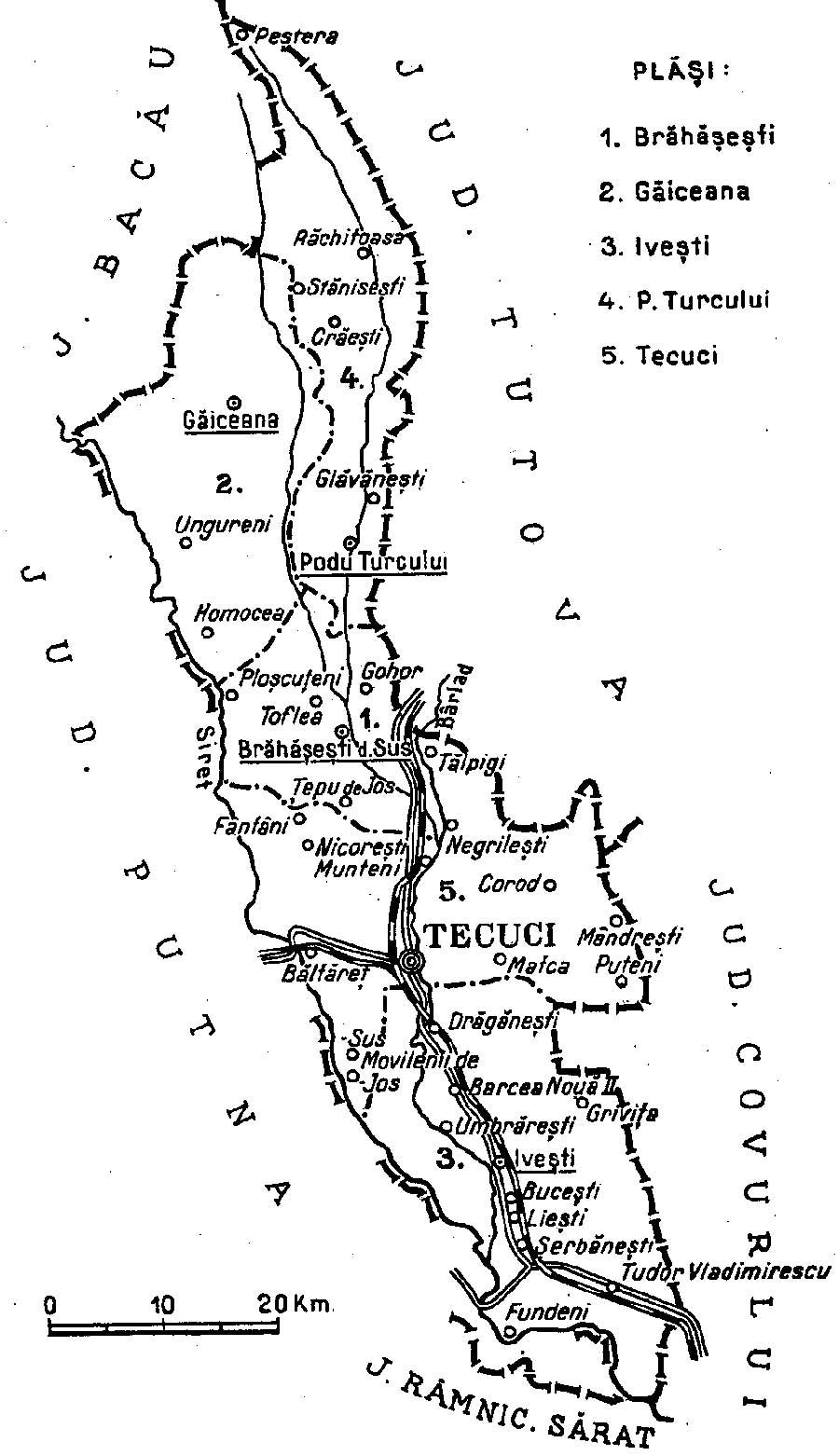
Harta județului, cu dispunerea și denumirea plășilor, în anul 1938.

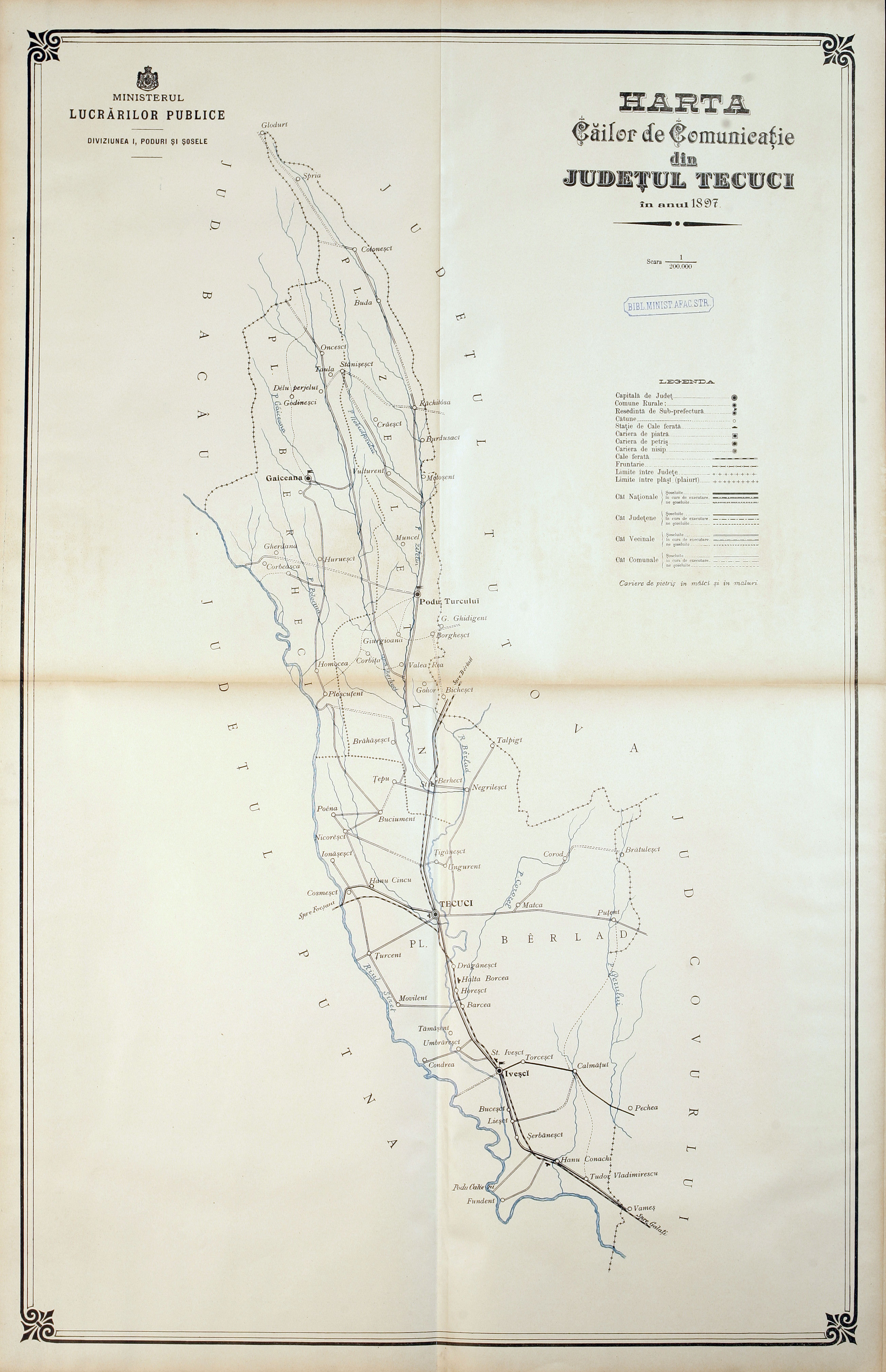
Harta județului Tecuci în Atlasul Căilor de Comunicații din 1897

Județul se afla în partea central-estică a României Mari, în sudul regiunii Moldova. Județul se învecina la est cu județele Tutova și Covurlui, la sud cu județul Râmnicu Sărat, iar la vest cu județele Putna și Bacău. Datorită formei sale ascuțite, latura nordică era alcătuită din punctul de întâlnire cu județele Bacău și Tutova.

## Istoric
În anul 1864, domnitorul Alexandru Ioan Cuza dă prima lege de organizare administrativ-teritorială modernă a teritoriului României. Legea prevedea împărțirea țării în 33 de județe, având ca subdiviziuni plășile și comunele (urbane și rurale). Județele și comunele erau investite cu personalitate juridică și cu organe deliberative și executive: consiliul județean și prefectul (acesta din urmă ca reprezentant al guvernului în teritoriu), respectiv consiliul comunal
și primarul (în calitate de reprezentant al guvernului în teritoriu). Plășile erau simple subdiviziuni ale județelor, fără personalitate juridică, conduse de subprefecți, cu atribuții de supraveghere și control asupra autorităților comunale.
Județul antebelic Tecuci era împărțit în 3 plăși: Bîrlad-Nicorești , cu reședința în târgul Nicorești, Berheciul cu reședința în târgul Găiceanca și Stănișești-Zeletinul cu reședința în târgul Podul Turcului. Județul avea o comună urbană și 47 comune rurale, compuse din 225 cătune.
Ca meserii tradiționale, locuitorii din satul Buda se ocupau cu rotăria și căruțăria, iar cei din târgul Nicorești fabricau străchini, oale și farfurii. Comerțul consta în exportul de cereale și vin și importul de manufacturi. La Berheci și Ionășești existau fabrici de coniac, la Tecuci una de lumânări, iar la Furceni, pe malul Siretului, una de cherestea.
Se organizau bâlciuri la: Tecuci (24 iunie, de Drăgaică), Ivești (de 4 ori pe an), la Nicorești, la Lespezi și la Podul Turcului (în fiecare săptămână, luni).
Acest județ a fost desființat în urma căderii monarhiei în România și venirea comunismului, el fiind împărțit în septembrie 1950 între regiunile Putna și Bârlad, iar în 1952 după comasarea celor două, a rămas parte a regiunii Bârlad. În 1960, teritoriul său a fost din nou împărțit între regiunile Bârlad și Galați, iar din 1968, mare parte din vechiul său teritoriu (inclusiv reședința) face parte din județul Galați, unele zone restrânse aparținând astăzi județelor Vrancea și Bacău.

## Organizare
Teritoriul județului era inițial împărțit în trei plăși:
1. Plasa Homocea,
2. Plasa Ivești și
3. Plasa Podu Turcului.

Ulterior, teritoriul județului a fost reorganizat în cinci plăși:
1. Plasa Găiceana,
2. Plasa Brăhășești,
3. Plasa Ivești,
4. Plasa Podu Turcului și
5. Plasa Tecuci.

## Populație
Conform datelor recensământului din 1930 populația județului era de 156.405 locuitori, dintre care 94,9% români, 2,0% țigani, 1,8% evrei ș.a. Din punct de vedere confesional populația județului era alcătuită din 96,3% ortodocși, 1,9% mozaici, 1,6% romano-catolici ș.a.

### Mediul urban
În anul 1930 populația urbană a județului era de 17.172 locuitori, dintre care 86,5% români, 8,9% evrei, 1,1% maghiari, 1,0% țigani, 0,8% germani ș.a. Din punct de vedere confesional orășenimea era formată din 88,3% ortodocși, 9,2% mozaici, 1,3% romano-catolici, 0,5% lutherani ș.a.